# Rumex aetnensis
Rumex aetnensis är en slideväxtart som beskrevs av Karel Presl. Rumex aetnensis ingår i släktet skräppor, och familjen slideväxter. Inga underarter finns listade i Catalogue of Life.